# Offside
Offside är en regel som finns i flera lagsporter, bland annat i bandy, fotboll och ishockey. En offsideregel innebär att en spelare har en felaktig position på planen och därför inte är spelbar.
Regeln skapades för att förhindra att spelare från anfallande sidan placerar sig uppe vid målet långt innan bollen/pucken hunnit dit.
Offsideregeln infördes i fotboll i samband med de ursprungliga reglerna 1863 men har sedan dess ändrats ett par gånger.

### Fotnoter
1. ↑  ”offside - Uppslagsverk - NE.se”. www.ne.se. https://www.ne.se/uppslagsverk/encyklopedi/l%C3%A5ng/offside. Läst 6 oktober 2024. [inloggning kan krävas]
2. ↑  ”From 1863 to the Present Day” (på engelska). FIFA. Arkiverad från originalet den 9 september 2016. https://web.archive.org/web/20160909144222/http://www.fifa.com/about-fifa/who-we-are/the-laws/. Läst 9 september 2016.